# Весёлое (Красногоровский сельсовет)
Весёлое (укр. Веселе) — село на Украине, находится в Ясиноватском районе Донецкой области.
Код КОАТУУ — 1425582102. Население по переписи 2001 года составляет 147 человек. Почтовый индекс — 86091. Телефонный код — 6236.

## Адрес местного совета
86042, Донецкая область, Ясиноватский р-н, с.Красногоровка, ул.Гагарина, 6а